# Rani Khedira
Rani Khedira (Stuttgart, Alemania, 27 de enero de 1994) es un futbolista alemán que juega de centrocampista en el Unión Berlín. Es hermano del exfutbolista Sami Khedira.

## Carrera
Cuando era joven, jugó en el TV Oeffingen y en el VfB Stuttgart. El 28 de enero de 2012, un día después de su cumpleaños, debutó con el VfB Stuttgart II en un partido ante el FC Rot-Weiß Erfurt de la 3. Liga alemana.
El 23 de octubre de 2012 fue ascendido al primer equipo del VfB Stuttgart.

## Selección nacional
Ha sido internacional con la selección alemana sub-17.

### Participaciones en Copas del Mundo
| Mundial                     | Sede   | Resultado    | Partidos | Goles |
| --------------------------- | ------ | ------------ | -------- | ----- |
| Copa Mundial Sub-17 de 2011 | México | Tercer lugar | 6        | 0     |

## Clubes
Divisiones inferiores:
| Club          | País     | Año       |
| ------------- | -------- | --------- |
| TV Oeffingen  | Alemania |           |
| VfB Stuttgart | Alemania | 2005-2012 |

Profesional:
| Club                   | País     | Año       |
| ---------------------- | -------- | --------- |
| VfB Stuttgart II       | Alemania | 2012      |
| VfB Stuttgart          | Alemania | 2012-2014 |
| RasenBallsport Leipzig | Alemania | 2014-2017 |
| F. C. Augsburgo        | Alemania | 2017-2021 |
| Unión Berlín           | Alemania | 2021-     |